# Jindřich Marek
Jindřich Marek (* 22. července 1952, Šluknov) je bývalý učitel, historik a publicista s dlouholetou muzejní praxí. Je autorem historických reportáží, prací o odboji a osudech českých vojáků ve 20. století.

## Životopis
Jindřich Marek v roce 1975 ukončil studium na Pedagogické fakultě v Ústí nad Labem. V letech 1980 až 1991 pracoval jako historik v Okresním muzeu v Chomutově. V dalším období se věnoval popularizaci českých moderních dějin formou historické reportáže. Od roku 1991 pracoval jako novinář. Působil v týdeníku „Signál“ a v denících Lidové noviny, Mladá fronta DNES a Svobodné slovo. V posledně jmenovaném periodiku zastával více než rok funkci šéfredaktora. V říjnu roku 1998 nastoupil na pozici pracovníka tiskového odboru Úřadu vlády ČR. V letech 1998 až 2005 pak stál v čele tiskového odboru Úřadu vlády ČR a poté pracoval jako poradce předsedy Senátu Parlamentu ČR. Od prosince roku 2010 působí ve VHÚ Praha jako vědecký pracovník Historicko-dokumentačního odboru VHÚ.

## Účast v organizacích
Jindřich Marek je členem Klubu autorů literatury faktu (KALF) a Obce spisovatelů.

## Ocenění
Za tvorbu v žánru literatury faktu získal Jindřich Marek několik literárních cen:
- Prémie Miroslava Ivanova
- Cena Egona Erwina Kische (v roce 2001 za dílo „Pátou kartu bere smrt“)
- Cena Egona Erwina Kische (v roce 2006 to bylo za dílo „Pod císařskou šibenicí“)

## Charakter tvorby
Jindřich Marek se zabývá se především českou vojenskou historií 20. století. Ve svých dílech se soustřeďuje na osudy československých vojáků za první a druhé světové války. Jindřich Marek publikoval více než čtyři sta historických reportáží a řadu odborných studií. Také se autorsky podílel na mnoha televizních dokumentech. Je autorem více než dvou desítek knih literatury faktu.

## Výběr z publikací[5]
Níže uvedený seznam zahrnuje i tituly ze dvanáctisvazkového cyklu "Osudy českých mužů ve 20. století". Jedná se o tituly, které byly vydány nakladatelstvím "Svět křídel" v letech 2000 až 2005. Tituly jsou na začátku řádku označeny zdrojem:
- Marek, Jindřich. Piloti měsíčních nocí. Vyd. 1. Cheb: Svět křídel, 1992. 39 s. Letecký historik. Letecký odboj. ISBN 80-85280-07-8.[5]
- Marek, Jindřich. Ukradený jeep: velká hra o Prahu v květnu 1945. 1. vyd. Praha: Melantrich, 1995. 64 s. Slovo k historii. ISBN 80-7023-216-1.
- Brůna, Otakar. Vladaři Dračích údolí: čeští partyzáni v Itálii. Vyd. 2., dopl., V edici Fakta 1. Třebíč: Akcent, 1999. 158 s. Fakta. ISBN 80-7268-041-2.
- [4] Marek, Jindřich. Pátou kartu bere smrt: českoslovenští parašutisté v britských battledressech 1941-1945. Vyd. 1. Cheb: Svět křídel, 2000. 243 s. ISBN 80-85280-64-7.
- [4] Marek, Jindřich. Smrt v celním pásmu: historické reportáže o ostraze čs. hranic v letech 1918-1948. Vyd. 1. Cheb: Svět křídel, 2000. 221 s. ISBN 80-85280-67-1.
- [4] Marek, Jindřich. Vzdušní donkichoti: četnické letecké hlídky 1935-1939: čs. letci u 280. a 544. perutě RAF. Vyd. 1. Cheb: Svět křídel, 2001. 249 s. Svět křídel; 43. ISBN 80-85280-69-8.
- [4] Marek, Jindřich. Příběhy starých battledressů: zapomenuté příběhy o statečnosti českých vojáků. 1. vydání. Cheb: Svět křídel, 2001. 237 stran. Svět křídel; 47. ISBN 80-85280-73-6.
- [4] Marek, Jindřich. Žraloci císaře pána: čeští námořníci na rakouských ponorkách 1914-1918. 1. vyd. Cheb: Svět křídel, 2001. 253 s. Svět křídel; 49. ISBN 80-85280-75-2.
- [4] Marek, Jindřich. Šeříkový sólokapr: příběhy spojeneckých novinářů a vojáků z května 1945. Vyd. 1. Cheb: Svět křídel, 2002. 311 s. ISBN 80-85280-81-7.
- [4] Marek, Jindřich. Piráti svobody: čeští námořníci v letech 1918-1921. 1. vyd. Cheb: Svět křídel, 2002. 271 s. ISBN 80-85280-85-X.
- [4] Marek, Jindřich. Háchovi Melody Boys: kronika českého vládního vojska v Itálii 1944-1945. Vyd. 1. Cheb: Svět křídel, 2003. 361 s. ISBN 80-85280-95-7.
- [4] Marek, Jindřich. Pod rakouskou vlajkou: čeští námořníci v létech 1900-1918. Vyd. 1. Cheb: Svět křídel, 2003. 283 s. ISBN 80-86808-03-3.
- [4] Marek, Jindřich. Hraničářská kalvárie: příběhy posledních obránců Masarykovy republiky na severu Čech a Podkarpatské Rusi v letech 1938-1939. 1. vyd. Cheb: Svět křídel, 2004. 338 s. Svět křídel; 69. ISBN 80-86808-10-6.
- [4] Marek, Jindřich. Pod císařskou šibenicí: čeští vojáci na křižovatkách roku 1918. 1. vyd. Cheb: Svět křídel, 2005. 263 s. Svět křídel; 72. ISBN 80-86808-15-7.
- [4] Marek, Jindřich. Barikáda z kaštanů: pražské povstání v květnu 1945 a jeho skuteční hrdinové. 1. vyd. Cheb: Svět křídel, 2005. 415 s. Svět křídel; 73. ISBN 80-86808-16-5.
- Beneš, Jaroslav a Marek, Jindřich. Šluknovská zrada: komentované dokumenty a vzpomínky příslušníků jednotek Stráže obrany státu na Šluknovsku v roce 1938. 1. vyd. Dvůr Králové nad Labem: Fortprint, 2006. 59 s., [20] s. obr. příl. ISBN 80-86011-31-3.
- Marek, Jindřich. Válka v Arktidě: zapomenuté bojiště tajné meteorologické války v letech 1940-1945. 1. vyd. Praha: Epocha, 2006. 245 s. Polozapomenuté války; sv. 8. ISBN 80-87027-10-8.
- Marek, Jindřich. Tobrucký deník: zpráva o československých obráncích obklíčené libyjské pevnosti. 1. vyd. Cheb: Svět křídel, 2008. 227 s. ISBN 978-80-86808-53-6.
- Marek, Jindřich et al. Srpen 1968 v Liberci. Liberec: Spacium, 2008. 198 s. ISBN 978-80-254-3520-5.
- Marek, Jindřich. Krvavé mise OSN: modré barety v pasti mezinárodní politiky. V Praze: XYZ, 2010. 363 s., [16] s. barev. obr. příl. ISBN 978-80-7388-437-6.
- Marek, Jindřich. Padáky nad Tibetem: tajné operace CIA 1957-1974. Vyd. 1. Cheb: Svět křídel, 2012. 183 s. Svět křídel; 140. ISBN 978-80-87567-04-3.
- Marek, Jindřich. Armáda barikád: přípravy povstání a velitelská odpovědnost za boje na pražských barikádách v květnu 1945. 1. vydání. Praha: Vojenský historický ústav Praha, 2015. 301 stran, 48 stran obrazových příloh. ISBN 978-80-7278-653-4.